# Фуллон, Фёдор Иванович
Фёдор Иванович Фуллон (1869—1942) — русский офицер, герой Первой мировой войны. Брат Плоцкого губернатора А. И. Фуллона.

## Биография
Родился 3 апреля 1869 года. Сын генерала Ивана Александровича Фуллона.
По окончании Пажеского корпуса в 1890 году был выпущен корнетом в Конно-гренадерский лейб-гвардии полк.
Чины: поручик (1894), штабс-ротмистр (1897), ротмистр (1901), подполковник армейской кавалерии (1901), полковник (1911).
Командовал эскадроном Конно-гренадерского полка. Служил младшим штаб-офицером в 11-м драгунском Рижском полку (1908—1911). С 1911 года служил в 11-м гусарском Изюмском полку, с которым участвовал в Первой мировой войне. С декабря 1915 командовал 5-м пограничным Заамурским конным полком. Был награждён Георгиевским оружием (1917).
Участвовал в Белом движении в составе ВСЮР и Русской армии барона Врангеля. В 1920 году эвакуировался из Крыма.
Эмигрировал в Югославию. Умер в Белграде 10 декабря 1942 года. Похоронен на Новом кладбище.

## Награды
- Орден Святого Станислава 3-й ст. (1906);
- Орден Святой Анны 3-й ст. (1910);
- Георгиевское оружие (ВП 03.01.1917).